# Schlotheimia appressifolia
Schlotheimia appressifolia är en bladmossart som beskrevs av Mitten 1869. Schlotheimia appressifolia ingår i släktet Schlotheimia och familjen Orthotrichaceae. Inga underarter finns listade i Catalogue of Life.